# شهرستان حمار وین
شهرستان حمار وین یک منطقهٔ مسکونی در سومالی است که در بنادر واقع شده‌است.